# E-mote
E-mote（日语： Emōto）是M2開發的一種技術，用以將插畫製成3D動畫。其名源於「Emotional Motion Technology」的簡稱。

## 概論
製作者可以透過E-mote將角色的樣貌、表情、姿態動畫化，而且有關工序比起傳統做法為少。比如在將表情動畫化時，傳統做法是畫出多張有關角色的圖片，並在口部、眼部、眉毛等部位上作出改動；而E-mote則只需要加入相對較少的圖片素材，就可以把有關表情動畫化——當中製作者可用E-mote轉換角色的各個部分，使之動畫化。製作者亦可透過E-mote作出各式各樣的設定，比如人物各部分的硬度、重量、搖動情況；風力和角度的影響、變形移動。此外其還預設了「男子正面」和「女子正面」等各式各樣的模板，只要將立繪套用到模板上，就能製作出該個角色的3D動畫。

## 開發過程
M2在開發E-mote之前，便開發過用於創作動作遊戲角色和用戶界面的工具。E-mote建基於在開發《魂斗罗ReBirth》和《德古拉傳說 重生》的過程中所使用的动作编辑器。
E-mote的構思源於M2跟成人遊戲品牌Windmill的一場討論，它在當中看到了「會動的立繪」的需求。於2012年11月30日開售的《魔女的花園》為首款正式採用E-mote的遊戲。在開發《魔女的花園》時，M2並沒有特地為E-mote製作一款UI工具，致使製作商要在搭配其他動作編輯器的情況下使用E-mote——這使得有關開發變得十分複雜。有鑑於此，M2其後開發出專用工具「E-mote Lite」，其內置了各種各樣的開發功能。

## 歷史
- 2012年12月 - M2公開發售E-mote的技術授權[2]。
- 2013年
  - 2月5日 - M2公開了專用工具「E-mote Lite」的試用版[6]。
  - 4月4日 - E-mote Lite正式版推出[3]。
- 2014年
  - 6月9日 - M2推出了E-mote 3.0。在此一版本中，用戶可以批量導入Adobe Photoshop的PSD圖像，並跟吉里吉里2和Unity Pro兼容[1][7]。
  - 6月27日 - M2推出了E-mote Free Movie Maker。此一變體是特地為了輸出GIF動畫、連環PNG、WMV動畫而設的簡易版[8][9]。

## 支援E-mote作品的平台及有關開發軟件
- Windows（DirectX 9 SDK、吉里吉里2 / KAG3、YU-RIS（日语：YU-RIS）、Unity Pro）
- iOS（iOS SDK）
- Android（NDK、Unity Pro、cocos2d-x、cocos2d-js）
- PlayStation 4（原生支援、Unity）
- PlayStation Vita（原生支援、Unity）
- WebGL（原生支援、HTML5、cocos2d-js）



## 採用E-mote的部分作品

### 街機遊戲
- 《電擊文庫 FIGHTING CLIMAX》（世嘉）[11]

### 家用遊戲
- 《電擊文庫 FIGHTING CLIMAX》（世嘉）[11]
- 《Lost Dimension（日语：ロストディメンション）》（FuRyu）[11]

### Windows遊戲
- 《魔女的花園》（Windmill asis）[11]
- 《Electro Arms -Realize Digital Dimension-》（Light）[11]
- 《Happiness! Emotion》（Windmill Oasis）[11]
- 《向日葵！！-我只是看著你-》 （ひまわり!!-あなただけを見つめてる-，sweetlight）[11]
- 《駄作～爱丽丝与克罗艾连结之日～》（駄作 〜アリスとクロエ、結ばれる日〜，Cyclet）[12]
- 《Corona Blossom》（FrontWing）[13]
- 《愛上火車》（Lose）[14]
- 《貓娘樂園》（NEKO WORKs）[11]

## 外部連結
- 官方網站 （页面存档备份，存于）
- えもこ先生（官方Twitter）的X（前Twitter）